# Maâlem Abdelkader
Pour les articles homonymes, voir Abdelkader.
Maâlem Abdelkader de son vrai nom Abdelkader Amlil (mâalem signifie « maître », dans ce cas maître de musique) est un chanteur et musicien marocain, originaire de Rabat, artiste de musique gnaouie.
Il est considéré comme un virtuose du guembri. Il assume la direction de sa  propre formation de musique traditionnelle Gnaoua, et se représente également avec la formation de Majid Bekkas. Il a beaucoup interprété aux côtés des maîtres de l'art que sont Oulad Abdenbi et Amida Boussou. Il fait de nombreuses apparitions pour des concerts en Europe, dont le festival Sons d’hiver à Paris.

## Discographie
- Majid Bekkas : Mogador ; Majid Bekkas, Rachid Zeroual, Serge Marne, Abdelkader Amlil; Igloo/Abeille Musique
- Gnawa Home Songs ; Hamid Kasri, Amida et Hassan Boussou, Abdelkader Amlil ; Harmonia Mundi, janvier 2007
- Hamdouchia : volume 1 ; Abdelkader Amlil ; Janvier 2011

## Documentaire
- Gnaouas et musiques du monde : Mâalem Abdelkader Amlil; émission de 2M (seconde chaîne de télévision du Maroc).